# Contea di LaPorte
La contea di LaPorte (in inglese LaPorte County) è una contea dello Stato dell'Indiana, negli Stati Uniti. La popolazione al censimento del 2013 era di 111 281 abitanti. Il capoluogo di contea è La Porte.